# 농민신문사
농민신문사는 농민신문과 NBS 한국농업방송을 운영하고 있는 대한민국의 종합 미디어 그룹이다.

## 매체
- 농민신문 - 신문
- 전원생활 - 잡지
- 디지털농업 - 잡지
- 월간축산 - 잡지
- 어린이동산 - 잡지
- NBS 한국농업방송 - 방송